# 基什·鲍拉日 (田径运动员)
基什·鲍拉日（匈牙利語：Kiss Balázs，1972年3月21日—），匈牙利男子田径运动员，主攻链球。他曾代表匈牙利参加1996年夏季奥林匹克运动会田径比赛，获得男子链球金牌。